# جامالا
سوزانا جمال‌الدین‌نووا (به زبان تاتاری کریمه: Susana Camaladinova؛ اوکراینی: Сусана Джамаладінова) (زاده ۲۷ اوت ۱۹۸۳)، که با نام‌های حرفه‌ای جمالا یا جامالا (تاتاری کریمه: Camala، اوکراینی: Джамала)، نیز شناخته می‌شود، خواننده زن اوکراینی است. پدر وی فرزند یکی از بازماندگان واقعه کوچ اجباری تاتارها از موطن خود کریمه به جمهوری‌های سابق شوروی و مادر وی ارمنی‌تبار می‌باشد.
او در مسابقه آواز یوروویژن ۲۰۱۶ نماینده اوکراین بود و با آهنگ «۱۹۴۴» که به واقعه اخراج و به اعتقاد برخی‌ها نسل‌کشی مردمان تاتار کریمه توسط شوروی سابق می‌پرداخت شرکت کرد و به مقام نخست دست یافت.
انتخاب ترانه او برای این مسابقات با واکنش منفی روسیه همراه بود.